# Sciara isarthria
Sciara isarthria är en tvåvingeart som först beskrevs av Speiser 1909.  Sciara isarthria ingår i släktet Sciara och familjen sorgmyggor.
Artens utbredningsområde är Tanzania. Inga underarter finns listade i Catalogue of Life.